# 슬림브라우저
슬림브라우저(SlimBrowser)는 플래시픽에서 만든 프리웨어 웹 브라우저로 인터넷 익스플로러와 같은 트라이던트 레이아웃 엔진을 바탕으로 한다. 이 브라우저는 빠르고, 안전하고, 강력하다를 목표(슬로건)로 하며, 다른 브라우저에 비해 용량이 낮고 가벼운 편이다.

## 주요 기능
- 양식 자동 채우기/비밀번호 관리
- 빠른 다운로드
- 페이스북 통합 도구
- 빠른 사진 올림, 간단한 편집
- 유튜브 비디오를 쉽게 다운로드
- 사이트 그룹 기능
- 번역 기능
- 광고 차단
- 날씨 예보 기능
- 팝업 차단
- 스킨 지원
- 각종 웹서비스 통합

(자사 주장)